# 皮拉波拉-杜邦热苏斯
皮拉波拉-杜邦热苏斯是巴西圣保罗州的一个市镇。总面积108.257平方公里，总人口15676人，人口密度144.8人/平方公里。